# Mlin (otok)
Mlin je nenaseljeni otočić na Paklenim otocima pored Hvara, u hrvatskom dijelu Jadranskog mora.
Njegova površina iznosi 0,012 km². Dužina obalne crte iznosi 0,42 km.